# Усольцев, Илья Юрьевич
Илья Юрьевич Усольцев (род. 24 июня 1996, Санкт-Петербург, Россия) — российский профессиональный баскетболист, игравший на позиции лёгкого форварда.

## Карьера
Усольцев начал заниматься баскетболом в Гатчине у тренера Александра Петровича Журавлёва. Через год в Санкт-Петербург Илью позвал тренер адмиралтейской спортивной школы Геннадий Александрович Панютин.
27 ноября 2016 года Усольцев дебютировал на профессиональном уровне. В матче Единой лиги ВТБ против ВЭФ (107:64) Илья провёл на площадке 2 минуты 6 секунд и отметился 1 подбором.
19 января 2017 года стал известен основной состав сборной Единой молодёжной лиги ВТБ для участия в «Матче молодых звёзд». Усольцев был выбран в состав команды по итогам голосования тренеров команд-участниц молодёжной Лиги. В этом матче Илья провёл на площадке 15 минут и 43 секунды, записав на свой счёт 1 очко, 3 подбора и 1 передачу.
По итогам «Финала восьми» Единой молодёжной лиги ВТБ сезона 2016/2017 Усольцев вошёл в символическую пятёрку.
В сезоне 2018/2019 Усольцев выступал за «Зенит», приняв участие в 7 матчах Единой лиги ВТБ и набирая 1,9 очка, 0,9 подбора и 0,4 передачи. Также Илья выступал в составе «Зенит-Фарм».
В июне 2019 года Усольцев перешёл в «Енисей».
В июне 2020 года Усольцев стал игроком «Руны». В 25 матчах статистика Ильи составила 2,2 очка, 1,3 подбора и 0,8 передач.

Летом 2021 года Усольцев принял решение завершить игровую карьеру: 
Здоровья мне не хватит, чтобы оказаться там, куда я целился; такого таланта, чтобы плевать на травмы, у меня нет; играть всю карьеру не там, где мечтал – не хочу.
В 2023 году окончил Российскую экономическую школу по специальности «Финансы, инвестиции, банки» (MAF).